# Céline Goberville
Céline Goberville (Senlis, 19 settembre 1986) è una tiratrice a segno francese, vincitrice di una medaglia d'argento ai Giochi olimpici di Londra 2012.

## Palmarès

### Giochi olimpici
- 1 medaglia:
  - 1 argento (pistola 10 metri aria compressa a Londra 2012).

### Campionati europei
- 3 medaglie:
  - 2 ori (pistola 10 metri aria compressa a Brescia 2011; pistola 10 metri aria compressa a Odense 2013);
  - 1 bronzo (pistola 10 metri aria compressa a squadre a Odense 2013).